# カール (ナッサウ＝ウージンゲン侯)
カール（Karl, 1712年12月31日 - 1775年6月21日）は、ナッサウ＝ウージンゲン侯（在位：1718年 - 1775年）。

## 生涯
カールはナッサウ＝ウージンゲン侯ヴィルヘルム・ハインリヒと、ハインリヒ・フォン・ナッサウ＝ディレンブルクの娘シャルロッテ・アマーリアの息子としてウージンゲンで生まれた。
父ヴィルヘルム・ハインリヒが1718年に死去した後、母シャルロッテ・アマーリアがカールと弟ヴィルヘルム・ハインリヒ2世の摂政となった。1728年、カールはナッサウ＝オットヴァイラー、ナッサウ＝イトシュタインおよびナッサウ＝ザールブリュッケンを父の従兄弟フリードリヒ・ルートヴィヒから継承し、それらはナッサウ＝ウージンゲンに統合された。
1734年、神聖ローマ皇帝カール6世はカールの成年を宣言した。1735年には弟ヴィルヘルム・ハインリヒ2世と領地を分割した。カールはウージンゲン、イトシュタイン、ヴィースバーデンおよびラールを手に入れ、ヴィルヘルム・ハインリヒ2世はナッサウ＝ザールブリュッケンといくつかの小領を得た。カールは居所をタウヌス山地のウージンゲンからビープリヒ城に移し、母シャルロッテ・アマーリアの進歩的な統治を引き継いだ。
カールは1775年にビープリヒで死去し、息子カール・ヴィルヘルムが領地を継承した。

## 結婚と子女
1734年12月26日にザクセン＝アイゼナハ公ヨハン・ヴィルヘルムの娘クリスティアーネ・ヴィルヘルミーネと結婚した。2人の間には以下の子女が生まれた。
- カール・ヴィルヘルム（1735年 - 1803年） - ナッサウ＝ウージンゲン侯
- クリスティーネ（1736年 - 1741年）
- フリードリヒ・アウグスト（1738年 - 1816年） - ナッサウ=ウージンゲン侯、後にナッサウ公
- ヨハン・アドルフ（1740年 - 1793年） - プロイセンの将軍

後にマグダレーネ・グロス（1712年）と貴賤結婚し、4子をもうけた。
- フィリッパ・カタリーナ（1744年5月17日 - 1798年7月17日） - 1773年にカール・フリードリヒ・フォン・クルーゼ男爵と結婚（1738年 - 1806年）
- カール・フィリップ（1746年3月25日 - 1789年8月15日） - ヴァイルナウ伯
- ゾフィー・クリスティーネ（1750年6月20日 - 11月16日）
- ヴィルヘルム・ハインリヒ（1755年2月15日 - 4月6日）